# Bons pour l'asile
Albums de Svinkels
Bois mes paroles DJ Pone réveille le Svink !
Bons pour l'asile est le deuxième album des Svinkels, sorti en 2003.

## Liste des titres
1. Ça recommence
2. Le Svink c'est chic
3. De la came sous le saphir
4. Ça n'sert à rien
5. Happy hour
6. Ma musique
7. Bricolage
8. Dizy (qu'il est fini)
9. Le corbeau
10. Plutôt mourir
11. L'internazionale
12. Hard amat'
13. Vite fait, mal fait
14. Série noire
15. Le plancher m'appelle